# Ernst Laub
Ernst Christian Clausen Laub (30. juli 1839 i Nykøbing Falster – 9. juni 1867 i Avent, Schweiz) var en dansk genremaler.
Han var søn af bogtrykker og redaktør Vilhelm Frederik Laub (1805-1845) og Christiane Kirstine Thoma Vilhelmine født Thomsen (1807-1880). Han besøgte i sin opvækst Nykøbing Katedralskole, og da han viste megen lyst til tegning, blev han anbefalet til G.F. Hetsch og fik adgang til Kunstakademiets skoler for at uddanne sig til maler (vistnok 1856). I marts 1859 vandt han den lille og i december samme år den store sølvmedalje. Samtidig havde han været elev af Vilhelm Kyhn, uagtet hans mål var at uddanne sig til figurmaler, og som sådan udstillede han 1858-62 flere mindre billeder, der viste lovende anlæg. En brystsyge (tuberkulose), som en forkølelse fremkaldte i hans 22. år, bragte ham til at forsøge på at genvinde sin helse i syden, og han levede nu seks år vekselvis på Sicilien, i Rom og i Schweiz, ivrig sysselsat med sin kunst, så vidt hans kræfter tillod det. Det var især tegninger, han udførte, hvilke han dels solgte, dels bortgav til venner. Hans sygdom tog imidlertid stadig overhånd; den 9. juni 1867 døde han i den lille bjergby Avent, syd for Genfersøen, og ligger jordet på kirkegården i Montreux. Han var en meget elskværdig personlighed.

## Værker
- Et laboratorium (udstillet 1858)
- Modelfigur (tegning, udstillet 1859)
- Et køkken (udstillet 1859)
- Strikkende pige (tegning, 1859, Den Kongelige Kobberstiksamling)
- Studie af en lille pige (1860, tidligere i Johan Hansens samling)
- En fiskerfamilie (1860)
- Bondehus (ca. 1860, Bornholms Kunstmuseum)
- Fattige børn (udstillet 1861)
- I en baggård (udstillet 1861)
- Et bryggers i en bondegård (1861, Statens Museum for Kunst)
- Portræt af biskop Otto Laub (1862)
- Udsigt over romerske tage (tegning, 1862, Den Kongelige Kobberstiksamling)
- Mand der hviler sig på en bænk (tegning, 1863, Den Kongelige Kobberstiksamling)
- Madonna med barnet (tegning, 1865, Den Kongelige Kobberstiksamling)
- Bondekone fra Lolland (solgt på Bruun Rasmussen Kunstauktioner 30. juli 2007 som lot nr. 619)[1]
- Hans Christian Wegener (tegning, 1860, solgt på Bruun Rasmussen Kunstauktioner 31. oktober 2011 som lot nr. 1135 )[1]